# Berounské Letorosty
Berounské Letorosty je hudební festival, který se od roku 2005 koná v Berouně (okres Beroun ve Středočeském kraji) v tamním autokempu Na hrázi. Jeho pořadatelem je „Nadační fond Letorosty Jiřího Oberfalzera“ (Jiří Oberfalzer je místním senátorem). Na festivalu v minulosti vystoupili například kapela UDG, Petr Kolář, skupiny Wohnout, Arakain, Visací zámek, Rybičky 48 či zpěvačka Olga Lounová. V září 2008 na festivalu vystoupily na společném koncertu kapela Mig 21 a Lelek Orchestra. Z koncertu byl pořízeno CD i DVD distribuované pod názvem Mig 21 & LELEK Orchestra – Naživo.